# Eligiusz Madej
Eligiusz Madej (ur. 23 lipca 1936, zm. 29 marca 2017) – polski lekarz weterynarii, profesor nauk weterynaryjnych.

## Biografia
Pracował na Uniwersytecie Przyrodniczym w Lublinie. W latach 1988–2006 był kierownikiem Katedry i Kliniki Chorób Wewnętrznych Zwierząt, w latach 1978–1981 i 1993–1996 prodziekanem Wydziału Weterynaryjnego, zaś w latach 1996–2002 prorektorem Akademii Rolniczej w Lublinie. 22 listopada 1995 otrzymał tytuł profesora w zakresie nauk weterynaryjnych. Zmarł 29 marca 2017. Pochowany w części ewangelickiej cmentarza przy ulicy Lipowej w Lublinie (kwatera 4-2-57).

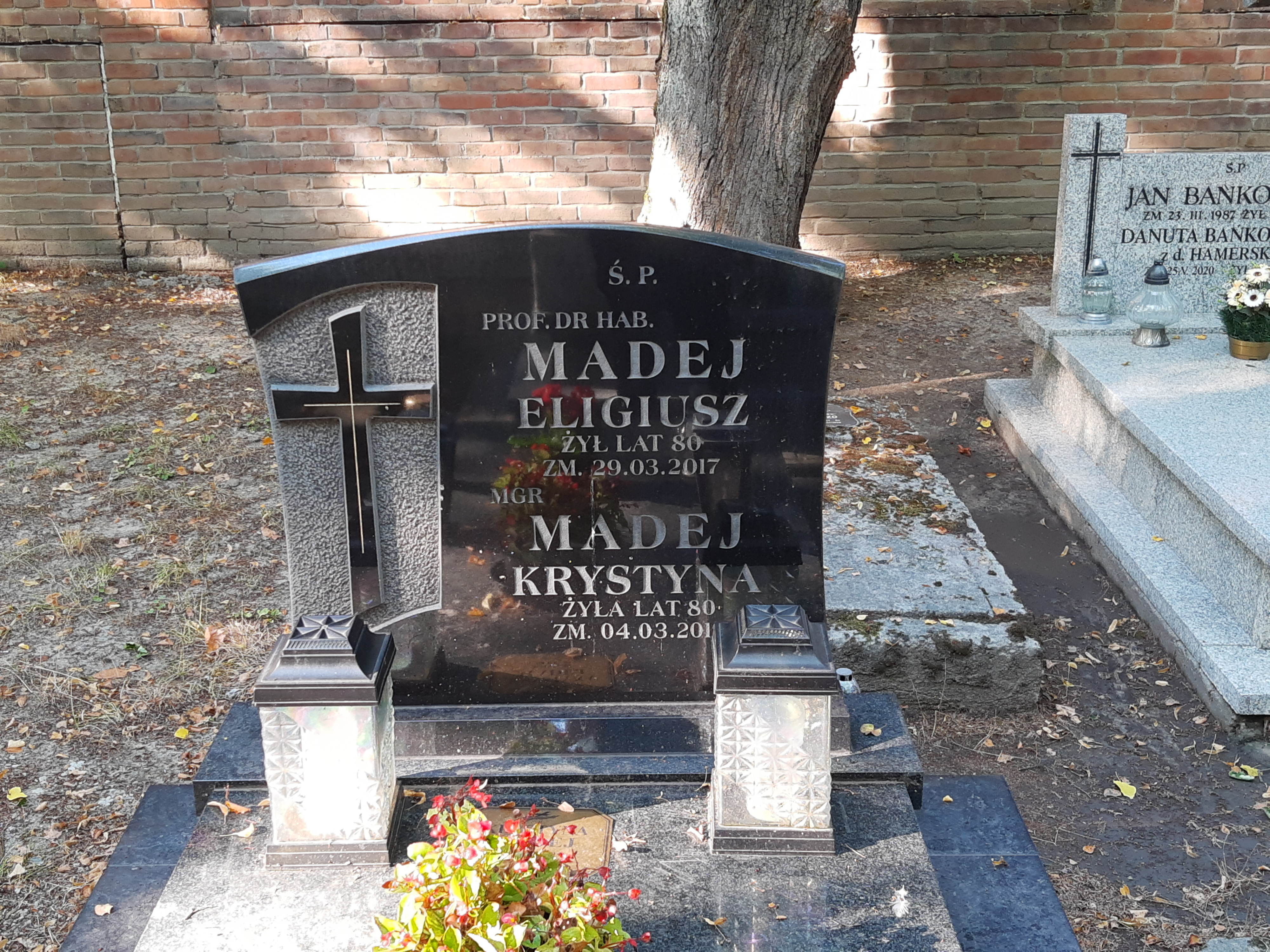
Grób prof. Eligiusza Madeja na cmentarzu przy ulicy Lipowej